# Argelaguer
Argelaguer – gmina w Hiszpanii, w prowincji Girona, w Katalonii, o powierzchni 12,72 km². W 2011 roku gmina liczyła 425 mieszkańców.